# Dársena Sur
 Dársena Sur  es una película de Argentina filmada en colores dirigida por Pablo Reyero que hizo las entrevistas sobre la investigación que realizara en colaboración con María Ester Gilio que se estrenó el 23 de abril de 1998. 

## Sinopsis
Con testimonios de vecinos del barrio de Dock Sud, trata sobre la contaminación del río, el humo dañino de las chimeneas, las destilerías, los potreros inundables, basurales y casillas precarias. 

## Comentarios
Luciano Monteagudo en Página 12 escribió:

«No solamente los espectadores europeos quedarán sorprendidos de saber que “el Docke” como se conoce a este énclave de miseria y brutal explotación social, está a menos de 50 cuadras de la casa de gobierno.»

En el programa Vértigo en el Canal de la Mujer Moira Soto opinó:

«Enorme sensibilidad. Con pudor…una actitud que es como lo contrario de lo que habitualmente solemos ver en la televisión cuando trata de reflejar un drama social.»

Alejandro Ricagno en El Amante del Cine  escribió:

«No sólo registra una realidad incontestable, sino que habla también de los modos en que esta realidad modifica el registro documental que nunca es inocente.»

Manrupe y Portela escriben:

«Filmada…con el contexto de un país con sueños de Primer Mundo, este video exhibido en cine y luego en la televisión por cable habla con el idioma del desencanto y de la miseria La búsqueda no es precisamente estética, en todo caso muestra con ojos misericordiosos el enorme costo del capitalismo de fin de siglo en estos marginados golpeados por la desocupación, la contaminación ambiental, el alcohol y el abandono social.»

## Premios
La película fue distinguida en el Festival de Cine de La Habana de 1997 con una mención especial en el rubro Documental.